# Hôtel des Artistes : Saisie
Pour plus de détails, voir Fiche technique et Distribution.
Hôtel des Artistes : Saisie est un court métrage français réalisé par Jean Perdrix en 1949.

## Synopsis
A l'Hôtel des Artistes, des interprètes essaient de dissuader en chanson un huissier qui tentent de saisir les meubles.

## Fiche technique
- Réalisation : Jean Perdrix
- Production : Jacques Vitry
- Photographie : Jacques Lemare
- Pays :  France
- Format : Noir et blanc - Mono
- Genre : Comédie
- Durée : 16 minutes
- Année de sortie : 1949

## Chansons
- Dans ses Bras
  - Musique : Wal-Berg
  - Paroles : Camille François
  - Interprétation : Jacqueline Ricard

- Quinquina
  - Musique : Eddie Warner
  - Paroles : André Hornez
  - Interprétation : Doris Marnier

- Rien dans les mains, rien dans les poches
  - Musique : Henri Betti
  - Paroles : André Hornez
  - Interprétation : Félix Marten

- Un p'tit Coup d'Rouge !
  - Musique : Paul Lemel
  - Paroles : Jacques Dalès
  - Interprétation : Jacques Prely

## Production
Les chansons sont interprétées avec l'orchestre de Camille Sauvage.